# جون بيربونت
جون بيربونت (6 أبريل 1785 - 27 أغسطس 1866) هو شاعر أمريكي، كما كان أيضًا مدرسًا ومحاميًا وتاجرًا وقسًا توحيديًا. وجعلته قصيدته ألحان من فلسطين أحد أشهر الشعراء في الولايات المتحدة في عصره. وهو جد جي بّي مورغان.

## النشأة
ولد عام 1785 في قسم المزارع الجنوبية في ليتشفيلد، التي دمجتها ولاية كونيتيكت لاحقًا باسم بلدة موريس. وهو ابن إليزابيث (لقبها قبل الزواج كولينز) بيربونت وجيمس بيربونت (1761-1840).
تخرج عام 1804 من كلية ييل، وبعد ذلك من كلية الحقوق في ليتشفيلد.

## مسيرته المهنية
في عام 1814 بدأ عملًا تجاريًا للسلع الجافة مع صهره جوزيف لورد وصديق حياته جون نيل. وبعد فترة قضاها في سجن الديون نتيجة لفشل سلسلة متاجر السلع الجافة «بيربونت، ولورد، ونيل» في عام 1815، أرسل بيربونت زوجته وأطفاله للعيش مع عائلتها في ولاية كونيكتيكت، ورهن الفضة الخاصة بالعائلة، وعزل نفسه في بالتيمور حتى كتب قصيدة ألحان من فلسطين. وجعلته هذه القصيدة أحد أشهر شعراء أمريكا في عام 1816، وهو نفس العام الذي شارك فيه في تأسيس مجتمع أدبي يسمى النادي الدلفي. وأدى بيع حقوق الطبع والنشر للقصيدة إلى دفع ثمن انتقاله إلى كامبريدج بولاية ماساتشوستس.
بدأ بيربونت عمله الديني كطالب لاهوت في عام 1816، أولًا في بالتيمور ثم في جامعة هارفارد، وبعد ذلك قبل تعيينه كقس في كنيسة هوليس ستريت في بوسطن (1819-1845). وخلال فترة عمله لعب بيربونت دورًا أساسيًا في تأسيس مدرسة بوسطن الإنجليزية الكلاسيكية في عام 1821 واكتسب شهرة وطنية كمعلم. ونشر اثنين من أشهر قراءات المدارس المبكرة في الولايات المتحدة، وهما كتاب الدرجة الأولى الأمريكية (1823) والقارئ الوطني (1827). ومع ذلك اتسمت سنوات بيربونت الأخيرة في كنيسة شارع هوليس بالجدل، إذ أثار نشاطه الاجتماعي من أجل الاعتدال وإلغاء العبودية غضب بعض أبناء الرعية، وبعد معركة عامة طويلة استقال في عام 1845.
بعد استقالته عمل بيربونت كقسيس للكنيسة التوحيدية في تروي بولاية نيويورك من عام 1845 حتى عام 1849، ثم قاد كنيسة الرعية الأولى (التوحيدية) في ميدفورد، ماساتشوستس من عام 1849 حتى عام 1856. وترشح لمنصب حاكم ولاية ماساتشوستس خلال أربعينيات القرن التاسع عشر. وكان مرشح حزب الحرية، وفي عام 1850 ترشح عن حزب الأرض الحرة لمجلس النواب الأمريكي.
في 12 سبتمبر عام 1861 خلال الحرب الأهلية جرى تجنيد بيربونت البالغ من العمر 76 عامًا كملحق ديني عسكري في فرقة المشاة التطوعية الثانية والعشرين في ماساتشوستس في كامب شولر. وجرى تفويضه على طاقم الفوج في 8 أكتوبر وانتقلوا بالقطار إلى واشنطن. وخدم بيربونت وفرقة ماساتشوستس الثانية والعشرون في هول هيل بولاية فيرجينيا، كجزء من دفاعات واشنطن. واستقال من منصبه في 5 نوفمبر عام 1861 بسبب تدهور حالته الصحية، وجرى تعيينه في وزارة الخزانة في واشنطن، وهو المنصب الذي شغله منذ نهاية عام 1861 حتى وفاته.
اكتسب بيربونت شهرة أدبية من خلال كتابه ألحان من فلسطين: قصيدة (1816)، الذي أعيد نشره في مختارات تحمل الاسم نفسه في عام 1840. كما نشر الأدب الأخلاقي، مثل أنغام الماء البارد والمغني من واشنطن (مؤلف. 1842). بالإضافة إلى ذلك فمن المحتمل أنه «الرجل» المجهول الذي شارك في تأليف السكير، أو، الرجل الذي جرى إنقاذه المنسوب إلى دبليو إتش سميث، الممثل ومدير المسرح في متحف بوسطن (مسرح) لموسى كيمبل. وسرعان ما أصبحت السكير واحدة من أشهر مسرحيات الاعتدال في أمريكا.
تشمل مواعظ بيربونت العديدة المنشورة، من بين أمور أخرى، حرق الرسائل الأفسسية (1833)، ويسوع المسيح ليس أضحية بشكل حرفي (1834)، وسماوات جديدة وأرض جديدة (1837)، والقاعدة الأخلاقية للعمل السياسي (1839)، والإذلال الوطني (1840)، وخطاب عن العهد مع يهوذا (1842). ومع نشر كتاب فراسة الدماغ والكتاب المقدس (1850) أصبح بيربونت معروفًا ليس كمحاضر إصلاحي فقط، ولكن أيضًا كخبير في علم فراسة الدماغ والروحانية.